# Leyla Bouzid
Leyla Bouzid (sinh năm 1984 tại Tunis), là một nhà biên kịch và đạo diễn phim Tunisia.

## Giáo dục và giáo dục sớm
Sinh ra ở Tunis năm 1984, cô là con gái của đạo diễn Nouri Bouzid. Cô lớn lên ở Tunisia và trải qua thời niên thiếu ở Tunis. Sau khi có bằng tú tài, cô chuyển đến Paris để học văn học tại Sorbonne. Sau khi đạt được một bộ phim ngắn đầu tiên, Bonjour (Sbah el khir el), cô đã hoàn thành việc học tại La Fémis. 
Bộ phim ngắn Twitching của cô là bộ phim tốt nghiệp của cô cho La Fémis; nó được bắn ở Tunisia. Năm 2012, nó được chiếu trong một cuộc thi tại Liên hoan phim ngắn quốc tế Clermont-Ferrand, nơi nó được đón nhận. Nó cũng đã giành được giải thưởng Grand Jury cho các bộ phim sinh viên tại Festival Premiers Plans.
Năm 2013, Zakaria là bộ phim ngắn đầu tiên của cô được sản xuất. Năm 2015, bộ phim truyện của cô, As I Open My Eyes, đã được chọn trong một số liên hoan. Nó được trao giải bao gồm Liên hoan phim Venice, Liên hoan phim Carthage, Liên hoan phim quốc tế của các nhà làm phim trẻ Saint-Jean-de-Luz, Liên hoan phim quốc tế du Pháp Francophone de Namur hoặc tại Liên hoan phim quốc tế Dubai; nó đã được hoan nghênh   · . 

## Đóng phim
- 2006: Bonjour (Sbah el khir), tòa métrage en tant que co-réalisatrice et co-scénariste;
- 2010: Un Ange passe, tòa métrage en tant que réalisatrice et co-scénariste (phim de troisième année);
- 2010: Condamnation, tòa métrage réalisé par Walid Mattar en tant que co-scénariste;
- 2011: Soubresauts, tòa métrage en tant que réalisatrice et co-scénariste (phim de fin d'étude);
- 2012: Offrande, tòa métrage réalisé par Walid Mattar en tant que co-scénariste;
- 2013: Zakaria, tòa métrage en tant que réalisatrice et co-scénariste;
- 2015: À peine j'ouvre les yeux, dài métrage en tant que réalisatrice et co-scénariste avec Marie-Sophie Chambon.